# Keolis
Keolis es una sociedad anónima de transporte público con sede en París, Francia. SNCF tiene una participación del 70% de su capital social y la Caja de Depósitos e Inversiones de Quebec el 30% restante. Se dedica al transporte de pasajeros por carretera y ferrocarril, tanto en autobús como en metro, tranvía, trolebús, o funicular.También gestiona sistema de bicicletas compartidas y aparcamientos.